# 117032 Девідлейн
117032 Девідлейн (117032 Davidlane) — астероїд головного поясу, відкритий 14 травня 2004 року.
Тіссеранів параметр щодо Юпітера — 3,319.